# Hermetia
Genre
Hermetia est un genre de diptères brachycères de la famille des Stratiomyidae et de la sous-famille des Hermetiinae. C'est le genre type pour la sous-famille.

## Systématique
Le genre Hermetia a été décrit par l'entomologiste français Pierre-André Latreille en 1804. L'espèce type pour le genre est Hermetia illucens (Linné, 1758)

### Taxinomie
Liste des espèces
- Hermetia cerioides Walker, 1858
- Hermetia illucens (Linnaeus, 1758) Espèce type pour le genre.
- Hermetia laglaizei Bigot, 1887
- Hermetia pallidipes (Hill, 1919)
- Hermetia palmivora James, 1972